# باشگاه فوتبال چونگ‌چینگ لیانگ‌جیانگ اتلتیک
باشگاه فوتبال چونگ‌کینگ دنگ‌دای لیفان (چینی ساده: 重庆当代力帆; چینی سنتی: 重慶當代力帆; پین‌یین: Chóngqìng Dāngdài Lìfān) یک باشگاه فوتبال چینی است که در شهر چونگ‌کینگ پایه‌گذاری شده‌است.